# Kontinuierlicher Verbesserungsprozess
Der Prozess der kontinuierlichen Verbesserung, auch kontinuierlicher Verbesserungsprozess (KVP, englisch: Continual Improvement Process (CIP), auch Continuous Improvement Process) ist eine Denkweise, die mit stetigen Verbesserungen in kleinen Schritten die Wettbewerbsfähigkeit der Unternehmen stärken will. Ein KVP kann sich z. B. auf die Produkt-, die Prozess- und die Servicequalität beziehen. KVP wird im Rahmen von Teamarbeit durch fortwährende kleine Verbesserungsschritte (im Gegensatz zu Innovationen in Form großer, einschneidender Neuerungen) umgesetzt. KVP ist ein Grundprinzip des Qualitätsmanagements und unverzichtbarer Bestandteil der ISO 9001. Das Erarbeiten von Verbesserungsvorschlägen durch Arbeitsgruppen wird üblicherweise gemeinsam mit dem betrieblichen Vorschlagswesen unter dem Begriff Ideenmanagement zusammengefasst.

## Geschichte
KVP ist mit dem japanischen Kaizen vergleichbar und wird in der Regel synonym verwendet. Die Ursprünge des Kaizen wurden im Rahmen der Qualitätsbewegungen in den 1950er Jahren von dem Amerikaner W. E. Deming in Japan entwickelt (siehe 14-Punkte-Managementprogramm und PDCA-Zyklus). Vor allem Toyota lebte diese Philosophie sehr ausgeprägt und erfolgreich vor. KVP hat bei Toyota Workshopcharakter (Werkstattzirkel) und wird von internen oder externen Moderatoren geleitet.
In Deutschland wurde in den 1990er Jahren in der Automobilindustrie mit KVP in der Fertigung und Montage begonnen. Er verbreitete sich in alle Arbeits- und Wirtschaftsbereiche und wurde so zu einem Merkmal mitarbeiter- und beteiligungsorientierter Unternehmenskultur. In der Bundeswehr wurde KVP als „Kontinuierliches Verbesserungsprogramm“ eingeführt. Viele Unternehmen haben inzwischen entsprechende Arbeitsgruppen (zunächst als „Ideenzirkel“, später auch unter Namen wie „KVP-Projekt-Team“ und aktuell auch als „Innovationszirkel“) eingerichtet, in denen die Mitarbeiter regelmäßig Verbesserungspotentiale aufspüren und Pläne zur Umsetzung machen. Diese Arbeitsgruppen sind mit den Qualitätszirkeln vergleichbar, die in den 1980er Jahren bei einigen deutschen Industrieunternehmen eingeführt wurden, sich aber damals nicht durchgesetzt haben.

## Voraussetzungen
Voraussetzung ist der Wille der Unternehmensführung, Ergebnisse aus dem KVP unmittelbar umzusetzen, sowie die innerbetrieblichen Arbeitsgruppen selbst zur direkten Umsetzung ihrer Ideen zu ermächtigen und dazu die notwendigen Ressourcen zur Verfügung zu stellen. Ausbleibende oder schleppende Umsetzung lässt die Motivation der Mitarbeiter zum Mitmachen rasch erlahmen. Falls eine Umsetzung in Einzelfällen nicht möglich ist, muss dies den Mitarbeitern nachvollziehbar begründet werden. Notwendig ist auch eine Unternehmenskultur, in der die Ideen der Mitarbeiter und Teamarbeit ausdrücklich erwünscht sind und die Mitarbeiter dafür wirksam Unterstützung und öffentlich Anerkennung erhalten. Ebenso ist eine entsprechend konstruktive Mitwirkung des Betriebsrates förderlich, und dies nicht nur soweit mitbestimmungspflichtige Sachverhalte berührt sind.

## Ablauf eines KVP-Projekts
In der Arbeitswelt gibt es viele unterschiedliche Verfahren, den KVP konkret einzuleiten und umzusetzen. Die folgenden Ablaufschritte sind nur als ein mehr oder weniger typisches Beispiel zu verstehen.
Die Mitarbeiter eines Arbeitsbereichs analysieren im Team ihre Zusammenarbeit und erarbeiten konkrete Verbesserungsvorschläge. Dafür werden sie meist zuvor in Teamarbeit und Gruppenmoderation geschult. Der Ablauf ist meist wie folgt:
1. Arbeitssystem festlegen und abgrenzen (Was soll verbessert werden?)
2. Ist-Zustand und Soll-Zustand anhand von Kennzahlen beschreiben
3. Probleme beschreiben und bewerten (Häufigkeit pro Zeitspanne oder Objekteinheit – Angebot, Auftrag, Los etc.)
4. Probleme bewerten (Zeit, Geld, Energie, Stress pro Zeitspanne)
5. Problemanalyse (Ursachen, Zusammenhänge, Schnittstellen, Nebenwirkungen)
6. Lösungsideen sammeln (z. B. Brainstorming)
7. Lösungsideen bewerten und entscheiden
8. Maßnahmen ableiten, Aufwand und Ertrag bewerten
9. Ergebnispräsentation vor dem Entscheidungsgremium
10. Maßnahmen vereinbaren (Wer tut was bis wann?) und Ressourcen klären
11. Maßnahmen umsetzen
12. Erfolg prüfen

Die einzelnen Schritte können auch den einzelnen Phasen des Demingkreises (PDCA-Zyklus) zugeordnet werden. Bei dem von Volkswagen abgeleiteten KVP² wird der Workshopcharakter noch stärker betont. Es geht dort eher um das rasche Heben von Rationalisierungspotenzialen nach dem Paretoprinzip, weniger aber um Mitarbeiterbeteiligung oder gar Humanisierung des Arbeitslebens.
Typische Ergebnisse sind zum Beispiel: Prozessverbesserungen, Vermeidung von Ressourcenverschwendungen, Verbesserungen bei der Qualität und der Kundenzufriedenheit sowie interne Verbesserungen bei der Zufriedenheit, der Kreativität oder der Zusammenarbeit der Mitarbeiter.

## Kontinuierliche Verbesserung in der Qualitätsmanagementnorm
Eine Organisation, welche ein Qualitäts-Zertifikat nach EN ISO 9001 erhalten will, muss unter anderem erklären, welche organisatorischen Maßnahmen sie festgelegt hat, damit kontinuierliche Verbesserung gezielt und regelmäßig stattfindet. Die Durchführung dieser Maßnahmen und die Ergebnisse sind zu überwachen und zu dokumentieren. Darüber hinaus hat die Organisation nachzuweisen, wie sie bei festgestellten Mängeln dafür sorgt, dass sich diese nicht wiederholen. KVP ist ausdrücklicher obligatorischer Bestandteil im normgerechten Qualitätsmanagement für alle Unternehmensbereiche (Vertrieb, Auftragsabwicklung, Einkauf, Entwicklung etc.). KVP betrifft aber auch das Managementsystem selbst.

## Organisationstheoretische Sicht
Aus systemischer Sicht sind Organisationen immer bestrebt, stabil zu bleiben, sie haben ein „Beharrungsvermögen“ (sind strukturkonservativ). Die Forderung nach ständiger Verbesserung steht dazu im Widerspruch. Kontinuierliche Verbesserung benötigt also ständigen Einsatz und Kommunikation, sonst werden Ergebnisse nicht umgesetzt und der gesamte Verbesserungsprozess schläft ein. Für KVP muss gezielt Zeit und Geld bereitgestellt und Energie investiert werden.
KVP fördert Flexibilität, ein wichtiges Qualitätsmerkmal, um sich den verändernden Märkten anpassen zu können. Eine Organisation wandelt sich nur, wenn es dafür einen äußeren Anlass gibt – oder eben wie in KVP durch eine innere Haltung kontinuierlich. Wenn die Organisation nicht erkennt, dass sich die Bedingungen im Umfeld verändern und wie, dann kann sie ihre Aufgabe nicht mehr erfüllen und stirbt früher oder später.